# Thielle (La Tène)
Thielle (toponimo francese) è una frazione del comune svizzero di La Tène (Canton Neuchâtel).

## Geografia fisica
Thielle si trova a nord del lago di Neuchâtel, lungo l'omonimo fiume.

## Storia

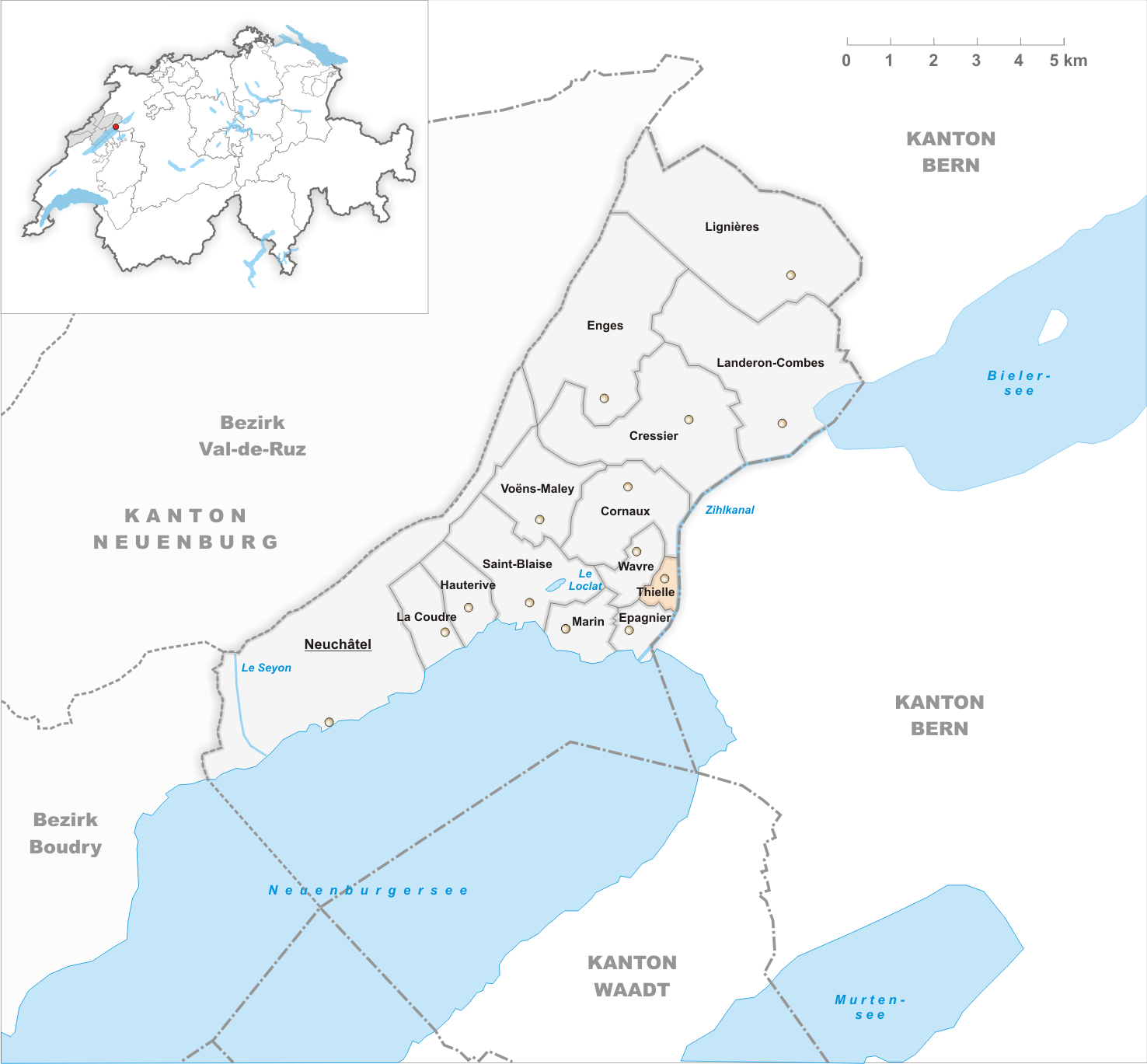
Il territorio del comune di Thielle prima degli accorpamenti comunali del 1888

Già comune autonomo che si estendeva per 0,78 km², nel 1888 fu accorpato all'altro comune soppresso di Wavre per formare il nuovo comune di Thielle-Wavre, il quale a sua volta il 1º gennaio 2009 è stato aggregato all'altro comune soppresso di Marin-Epagnier per formare il nuovo comune di La Tène.

## Monumenti e luoghi d'interesse
- Castello di Montmirail, costruito nel 1618[1].

## Società

### Evoluzione demografica
L'evoluzione demografica è riportata nella seguente tabella:
Abitanti censiti

## Infrastrutture e trasporti
Thielle è servito dalle uscite di Thielle e di Cornaux/Thielle-Wavre dell'autostrada A20 e dalle strada principale 10.